# 公共電視節目

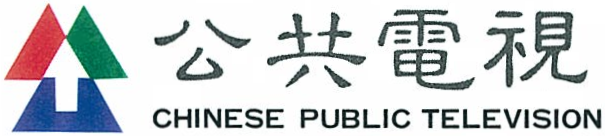
公共電視節目標誌

公共電視節目指的是台灣電視史上，在中華民國公共電視台籌備委員會（簡稱公視籌委會）成立之前，行政院新聞局公共電視節目製播小組（簡稱公共電視小組、公視製播小組、公視小組）與廣播電視事業發展基金公共電視節目製播組（簡稱公視製播組，英文名稱為）委外製播的電視節目，1984年5月20日開播，1994年10月9日被廣電基金節目取代。公共電視節目沒有專屬的電視頻道，行政院新聞局向老三台徵用時段播出公共電視節目。公共電視節目使用的統一品牌為公共電視（英語：Chinese Public Television），簡稱公視。

## 歷史
1980年2月6日，行政院院長孫運璿首度倡議，在老三台之外建立公共電視台，「負責製作沒有廣告的社會教育節目，以配合國家政策及教育的需要」。1984年2月，行政院核定《行政院新聞局公共電視節目製播小組編組要點》，行政院新聞局國內新聞處成立公共電視節目製播小組，向老三台徵用時段播出公共電視節目以取代三台聯播節目。1984年5月20日10:30，第一個公共電視節目《大家來讀三字經》在中國電視公司開播，也是中視第一個使用中文電腦字幕的節目。
1984年5月16日，行政院新聞局舉辦記者會發布公共電視節目開播情報，行政院新聞局局長宋楚瑜闡述公共電視節目之宗旨：「公共電視創辦的目的，是在協助觀眾：拓展視野，開闊胸襟，培養氣質，增進心智。換言之，就是希望透過一些跟商業節目風格不同的電視節目，陶冶我們的國民。」公共電視節目播出時間：1984年5月20日10:30起，每星期一至星期五17:30～18:00、21:00～21:30、23:00～23:30，每星期六00:00～01:00，每星期日10:30～11:00、23:00～00:00。1984年5月20日19:00～20:30，三台聯播、中視主播中華民國第七任總統副總統就職慶祝大會《四海同心聯歡晚會》，主持人鳳飛飛與趙樹海向觀眾報告公共電視節目開播情報，鳳飛飛開宗明義宣布「新聞局公共電視節目，今天正式開播」。

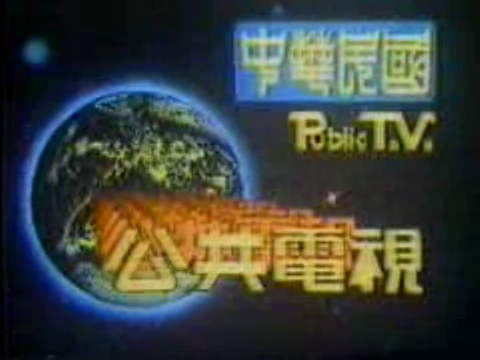
公共電視節目第一代片頭

公共電視節目第一代片頭為手繪動畫，最後帶出宇宙中的地球搭配「中華民國公共電視」與「Public TV」字樣。1984年9月1日，行政院新聞局與台視文化公司簽約，行政院新聞局委託台視文化公司複製及發行公共電視節目的國內節目錄影帶。1984年12月31日下午，行政院新聞局局長張京育在「公共電視年終檢討會議」指示，公共電視節目製播小組從行政院新聞局國內新聞處獨立出來並擴大編組，預計員額為20人，由行政院新聞局參事劉侃如統籌，直接向局長負責。
1985年2月，行政院新聞局將公共電視節目製播小組升格為局內獨立單位，指派劉侃如擔任公共電視節目製播小組執行長。1985年5月17日，劉侃如說，為配合公共電視節目一週年，公共電視節目自即日起推出12個國內自製節目（《認識自己》、《設計與你》、《別小看我》、《國際瞭望》、《知識的泉源》、《休閒運動》、《我們的國家公園》、《高山長青》、《話我國畫》、《企業新導向》、《角色顯影》與《孝的故事》）與2個國外節目（電視影集《戰爭與和平》與《發明天地》），公共電視節目製播小組將製作公共電視節目第二代片頭、並自即日起至本年7月10日公開徵選公共電視節目標誌，公共電視節目標誌設計稿收件地址為「台北市忠孝東路一段3號 新聞局公視製播小組收」。1985年6月14日，行政院核示，同意繼續辦理公共電視節目之製播，並擬將公共電視節目製播小組併入廣電基金，由行政院新聞局監督。1985年12月，公共電視節目製播小組首次公開徵選優良節目企劃。
1985年7月27日，公共電視節目製播小組遷往台北市青島東路5號，人員未作調整。
1986年12月1日，中視轉播兩場國際棒球邀請賽實況，但延長比賽使中視原先排定的節目表大亂；公共電視節目製播小組曾經電話通知中視，應照節目表於21:00球賽結束後立即播出公共電視節目《說故事時間》，原定23:00播出的公共電視節目《巧手蘭心中國結》可延後半小時播出；但第二場球賽延至22:30才結束，中視基於過去與行政院新聞局已有的協議「因實況轉播國際性球賽，致使時間延誤，可順延、挪動公視節目」，在球賽結束後並未播出公共電視節目，而是23:40播出《說故事時間》、01:40播出《巧手蘭心中國結》。1986年12月2日，公共電視節目製播小組不滿中視未遵守「口頭協議」，呈請行政院新聞局議處；行政院新聞局開會討論後決議，公共電視節目製播小組應重新檢討三台申請變更播出時間辦法，並擬定具體方案函送三台嚴格遵守；中視節目部經理王世綱回應，任何人都無法預料球賽結果，中視無法事先排定節目播出時間通知公共電視節目製播小組，且22:30以後的時段不屬於公共電視節目，中視有權將所有節目順延播出。
1986年12月，公共電視節目製播小組被併入廣電基金，成為廣電基金公共電視節目製播組，劉侃如續任組長。1989年1月，劉侃如退休，韋光正接任公共電視節目製播組組長。

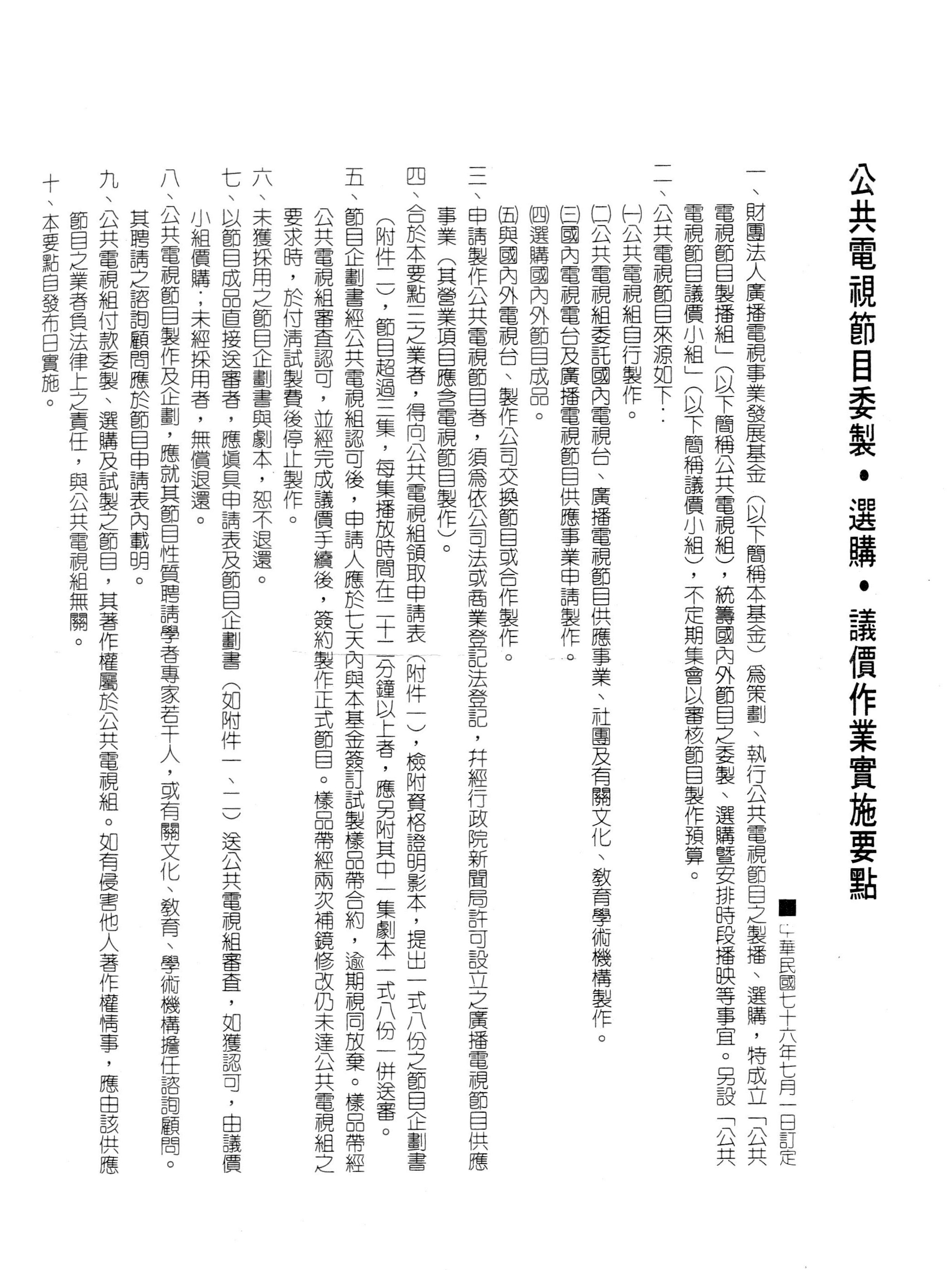
《公共電視節目委製、選購、議價作業實施要點》全文

1987年7月1日，廣電基金訂定《公共電視節目委製、選購、議價作業實施要點》，公共電視節目製播組統籌國內外節目之委製、選購及安排時段播映等事宜，獨立於公共電視節目製播組之外的「公共電視節目議價小組」不定期集會審核節目製作預算，公共電視節目製播組擁有付款委製、選購及試製之節目著作權。

《公共電視雜誌》1990年3月號封面

1988年11月15日，《公共電視季刊》創刊，英文名稱為《Chinese Public Television》。1989年3月15日，《公共電視季刊》發行第2期，英文名稱改為《Chinese Public TV Quartly》。1989年8月15日，《公共電視季刊》改版為《公共電視月刊》，英文名稱改為《Chinese Public TV Monthly》，不再標註期數。1989年10月15日，《公共電視月刊》改名為《公共電視雜誌》，英文名稱與發行型態不變。1991年4月1日，《公共電視雜誌》出版日期改為每月1日。

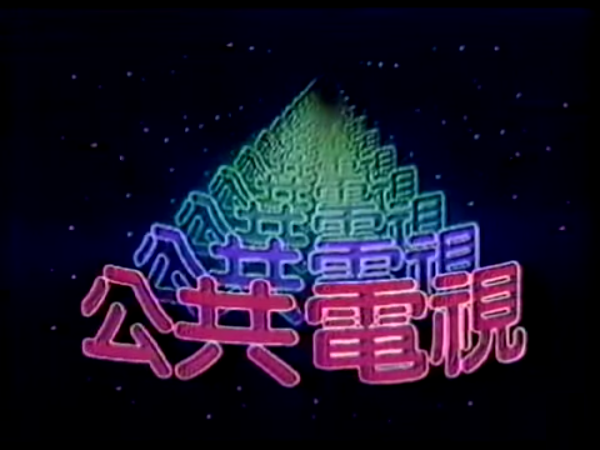
公共電視節目第二代片頭

公共電視節目第二代片頭由名仕攝影綜藝公司老闆賈成達設計，較為複雜且冗長，以金鐘獎的編鐘聲開頭，最後帶出宇宙中的「公共電視」字樣，長度為27秒；1989年6月，公共電視節目製播組完成錄製公共電視節目第三代片頭，內容是僅以電腦動畫特效表現公共電視節目的「公」字標誌，長度為15秒。1989年8月17日，公共電視節目製播組宣布公開徵求公共電視節目「精神標語」：觀眾在1989年8月20日至1989年9月20日前以12字以內的短句表達公共電視節目的特色與精神，並寫下自己最喜愛的三個公共電視節目，以明信片寄至「台北市許昌街17號15樓（壽德大樓） 公共電視節目製播組收」；特優獎一名，獨得獎金新台幣五萬元、東芝AI-35AF攝錄機（規格為VHS-C）一部、獎牌一面；佳作十名，各得公共電視節目錄影帶一套、獎牌一面；紀念獎一千名，各得流行T恤一件；參加獎一千名，各得《公共電視月刊》一年份。

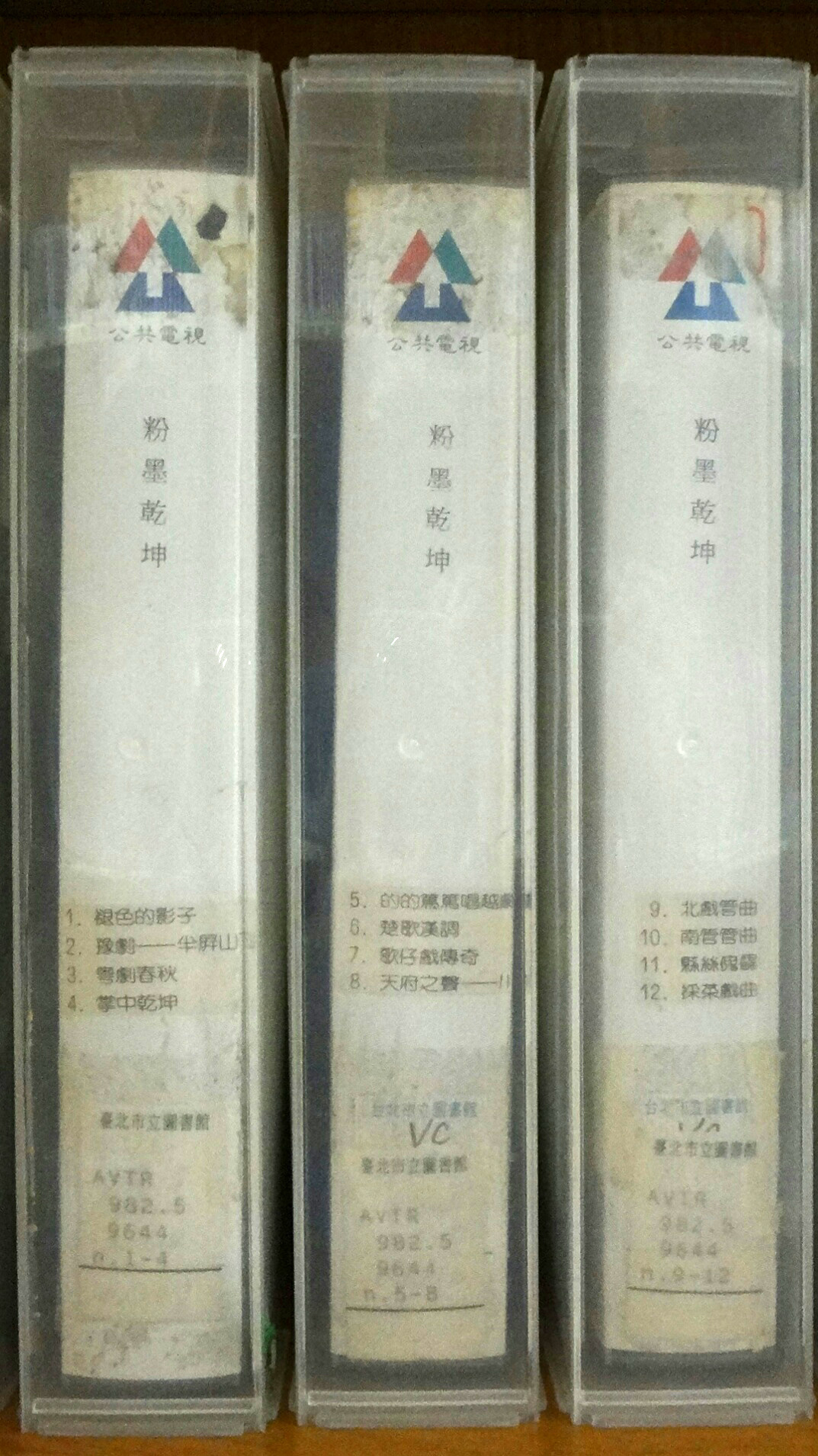
廣電基金發行的公共電視節目錄影帶

1989年秋季，公共電視節目製播組與惠聚雷射有限公司（AV Multimedia Corp.；今惠聚多媒體）合作把公共電視節目《台灣的生態：蝴蝶篇》委託先鋒公司製作影碟，是第一片台灣電視節目影碟。1989年11月3日，中視與公共電視節目製播組合作製播的公共電視節目第一個綜藝節目《第一現場》開播。1990年1月20日，公共電視節目製播組遷往台北市忠孝東路一段85號18樓，廣電基金視聽資料組遷往台北市忠孝東路一段85號19樓，廣電基金秘書組仍留在台北市許昌街17號15樓。1990年11月1日，廣電基金收回公共電視節目國內節目錄影帶發行權，成立「業務中心」發行公共電視節目錄影帶，業務中心第一代所在地為台北市忠孝東路一段85號6樓。
1990年，行政院核定《公共電視台籌備委員會設置要點》；1990年5月，公視籌委會據此成立，主管機關為行政院新聞局。1991年5月21日，臺灣電視公司播出電影《虎！虎！虎！》，將公共電視節目排擠到22日0時10分才播出；同月25日，台視因此遭行政院新聞局裁處《廣播電視法》最高罰鍰金額60萬銀元。
1994年10月9日，廣電基金將製播公共電視節目之業務移交公視籌委會，但繼續委外製播「廣電基金節目」給老三台播出。

## 批評
公共電視節目與廣電基金節目的效果始終不彰，前中視董事長楚崧秋認為其原因主要有三：
1. 公共電視節目仍係依附在老三台的頻道上，觀眾不容易分辨何者為一般節目、何者為公共電視節目，依然憑觀眾直覺之興趣來選擇愛看的節目。
2. 公共電視節目穿插於一般電視節目之間播映，很難使觀眾留下記憶並準時收看。
3. 公共電視節目每次播出一個，形成孤軍奮鬥，無法產生持續力，更難有「以節目帶節目」、「以前段領後段」等電視節目慣性收視作用。[26]

1991年5月，孫運璿說：「三台以營利為目的，商業化心態影響了節目內容，我很不滿意，所以希望成立不依靠廣告、可以獨立製作節目的公共電視。......我希望節目內容能多重視教育性，並且介紹國外更好、更高水準的藝術作品給國內觀眾，而不只是重視電視劇和綜藝節目。公視製播小組這幾年做的節目大多是教育性、知識類的內容，我很抱歉當初沒有充分的經費提供給他們，在經費不足、設備不夠的情形下，他們今天能做到這樣已經很不錯了。不過，整體而言，我覺得並沒有達到我當初提議設立公視的構想；尤其是對於引介國外高水準的藝術作品給國內，這點做得很少。」

## 相关
香港电台电视节目